# El primer siglo después de Béatrice
El primer siglo después de Béatrice es una novela del escritor libanés Amin Maalouf, publicada en 1993 por Alianza Editorial en varios idiomas, entre ellos, francés y español.

## Reseña
El protagonista, un entomólogo, y su compañera Clarence, una periodista, descubren la existencia de una sustancia que provoca que los hombres que la toman tengan descendencia únicamente masculina. Lo que en principio parece un producto más de hechicería destinado a engañar a la gente resulta ser resultado de unas investigaciones llevadas a cabo por algunos científicos sin escrúpulos.
Si a estos experimentos se une la preferencia de algunas civilizaciones antiguas a los varones sobre las mujeres, prácticas abortivas selectivas y otras razones, el número de mujeres nacidas desciende y se teme por la estabilidad de la demografía. Lo que en principio parece una desgracia limitada a los países pobres y a las poblaciones ignorantes dentro de los países avanzados va resultando cada vez más preocupante.
Con esta hipótesis, Maalouf construye una fábula acerca de lo que podría suceder si el número de mujeres nacidas descendiera significativamente. 
El propio protagonista ve cumplido su deseo de tener una hija, Béatrice, en el momento en el que se van desencadenando estos acontecimientos, y ese nacimiento servirá al narrador para ir fechándolos. 
Pero no solo la imposibilidad de que se rompa el equilibrio entre hombres y mujeres aparece: también la imposibilidad de que el norte rico sobreviva sin tener en cuenta lo que sucede en el sur empobrecido.
- Datos: Q3225881